# Kenneth Godfrey Exham
Kenneth Godfrey Exham, britanski general, * 1903, † 1974.